# 大間町
41°31′36″N 140°54′27″E / 41.52667°N 140.90750°E
大間町（日语：／ Ōma machi */?）是位於日本青森縣北端的町，也是本州最北端的行政區劃。轄區地處下北半島上，位於北端的大間崎則是本州最北端之地。大間町距離函館市最短僅約17公里，是連結北海道與本州的海上交通玄關口，當地人口則主要集中在大間地區。境內正在興建大間核能發電廠，預計在2030年開始運轉。由於近幾年大間槍魚的新聞提升當地的知名度，使大間町成為受到關注的旅遊地點。
同樣的町名出現在群馬縣大間間町，但在2006年3月27日因與其他行政區劃合併成綠市而消失。

## 地理
大間町境內約84.1%的面積被山林與原野覆蓋。東部與南部為海拔100至600公尺相連的山岳，北邊與西邊則面向津輕海峽，而函館市與大間町之間的最短距離僅約17.5公里。

### 氣候
當地年均溫為10℃，年降雨量則約1300毫米。春季至夏季受到挾帶涼冷空氣的東北風吹拂，使當地的農作物生長產生影響。

## 歷史
1889年（明治22年）4月，大間村與奥戶村合併為大奧村。1942年（昭和17年）11月3日，大奧村改稱為大間町並實施町制。

## 行政
町長：野崎尚文

## 產業
當地以漁業及觀光業為主，主要海產為鮪魚、烏賊、海膽、海帶的加工食品。大間町的漁民擅長捕釣黑鮪魚，皆以聲納追埔魚群動向，並被日本電視台拍成影集。年齡最大的釣鮪魚民是出生於1927年的七島啟一先生，到78歲仍出海釣200公斤的黑鮪魚。2019年初時，豐洲市場拍賣出一尾由大間町所捕獲的鮪魚創下其史上最高落槌價3億3360萬日圓的紀錄。

### 漁業
- 下手濱漁港
- 奧戶漁港
- 材木漁港

### 郵政

#### 收集和遞送據點
- 郵政事業陸奧分店
- 大間收集和遞送中心

#### 郵政局
- 大間郵政局（84044）
- 奧戶郵政局（84095）

## 交通

### 鐵路
町內無鐵路，距離最近的鐵路為JR東日本營運的大湊線。

### 公共汽車
- 下北交通

### 道路
- 一般國道
  - 國道279號
  - 國道338號

### 港灣
- 大間港
  - 前往函館 道南汽車渡輪公司航行
  - 東日本渡輪公司於2008年（平成20年）9月4日表明將停航北海道 ⇔ 青森大間路線。但是在得到町和青森縣的支援下，決定由2009年（平成21年）10月起1年內繼續航行。同時航線將會被道南汽車渡輪接管經營。

## 觀光
- 大間崎：本州最北面的岬。該處豎立著本州最北端的碑。
- 赤石海岸
- 津鼻崎
- 普賢院
- 大間埼燈塔
- 海鳴太鼓
- 大間溫泉
- 西吹付山 - 町營觀光牧場
- 稻荷神社：社內供奉媽祖（天妃媽祖大權現），並有北港朝天宮於1997年致贈的媽祖神像與神將、儀仗等。每年7月「海之日」進行繞境。

## 地域

### 管轄警察署
- 大間警察署

### 管轄消防署
- 下北地域廣域行政事務組合大間消防署

### 教育
- 高校
  - 青森縣立大間高校
- 中學
  - 大間町立大間中學
  - 大間町立奧戶中學
- 小學
  - 大間町立大間小學
  - 大間町立奧戶小學

### 金融機構
- 青森銀行大間分店
- 陸奧銀行大間分店
- 下北信用金庫大間分店

### 其他主要機構
- 電源開發株式會社大間核能建設準備事務所
- 電源開發株式會社奧戶分室
- 大間核能發電所（建設中）

## 特產
- 鮪魚
- 烏賊
- 海膽
- 海帶
- 章魚

## 姊妹城市、友好城市

### 國內
- 戶井町（北海道龜田郡） - 於1975年（昭和50年）10月締結姊妹城市（已於2004年（平成16年）12月1日合併為函館市）。

### 海外
- 台灣雲林縣虎尾鎮 - 於1979年（昭和54年）10月10日締結友好姊妹都市，交流產業發展、文化教育、觀光旅遊、環境保護等。

## 本地出身的名人
- 泉浩（柔道選手，雅典奧林匹克運動會柔道男子90 kg級銀牌）
- 向井勝實（雕刻家）
- 三遊亭大樂（街頭藝人）
- R-MAN、YAMA（組合Yellow Cherry成員）
- 小濱圭太郎（電影導演）

## 以大間為題材的歌曲
- 津輕海峽大間崎（歌：神島悠介、作詞：秋山博紀、作曲：野村豐收、編曲：前田俊明）
- 下北漁歌（歌：細川たかし、作詞：松井由利夫、作曲：聖川湧）